# Sílice hidrofòbica
La sílice hidrofòbica és una forma de diòxid de silici (comunament conegut com a sílice) que té grups hidròfobs units químicament a la superfície. Els grups hidròfobs són normalment cadenes alquil o polidimetilsiloxà. La sílice hidrofòbica es pot processar de diferents maneres; com ara sílice fumada, sílice precipitada i autoassemblatge assistit per aerosols, tots existents en forma de nanopartícules.

## Estructura
La sílice hidrofòbica té una estructura cristal·lina ortorròmbica (el seu nom de grup espacial és Pmna sota el grup de punt bipiramidal). Les estructures ortoròmbiques són el producte de l'estirament d'una gelosia cúbica al llarg de dos dels seus parells ortogonals, donant lloc a una estructura de cristall en forma de prisma rectangular.
| senzill             | centrat en la base         | centrat en el cos          | centrat en la cara         |
| Orthohombic, simple | Orthohombic, base-centered | Orthohombic, body-centered | Orthohombic, face-centered |

## Propietats
La sílice hidrofòbica mostra propietats resistents a l'aigua a causa de la seva nanoestructura i propietats químiques. Quan s'apliquen a una superfície d'un material, les nanopartícules s'adhereixen al material hoste i impedeixen que els líquids penetrin la textura rugosa. L'aigua només entra en contacte amb les puntes de les nanopartícules que recobreixen l'exterior del material. A causa de la manca d'atracció, l'aigua és repel·lida de la sílice hidrofòbica.

## Processament
Inicialment, la sílice és hidròfila a causa de la presència dels grups silanol (Si-OH) a la superfície de la partícula. Aquests grups silanol poden reaccionar químicament amb diversos reactius per fer que la sílice sigui hidròfoba. Hi ha molts mètodes diferents per processar la sílice per convertir-se en hidròfoba, principalment afegint grups hidrocarburs.

### Sílice pirogena hidrofòbica
La sílice fumada pot reaccionar amb clorosilans en un reactor de llit fluiditzat a 400 °C °C

### Sílice precipitada hidrofòbica
La sílice precipitada es pot hidrofobitzar amb, per exemple, alquilclorosilans o trimetilsilanol a la solució precipitada. La sílice hidrofobitzada es filtra, es renta, s'asseca i es tempera a 300-400 °C per acabar la reacció.

### Sílice recoberta de polímer de plasma hidrofòbic
Les partícules de sílice poden tornar-se hidròfobes mitjançant la polimerització de plasma. En aquest procés, s'utilitza 1,7- octadiè polimeritzat per plasma (ppOD) (relacionat amb els hidrocarburs diènics) per dipositar pel·lícules de polímer sobre les partícules de sílice. Les pel·lícules ppOD es dipositen mitjançant l'ús de radiofreqüències, juntament amb un reactor que conté una cambra giratòria. Utilitzant condicions de plasma de baixa energia específica, les pel·lícules ppOD fan que les partícules de sílice siguin hidrofòbiques químicament.
Mitjançant l'ús de les pel·lícules ppOD, els grups hidrofílics polars Si-OH del propi polímer estan ocults per grups hidrocarburs C x H y no polars, de manera que quan s'aplica com a pel·lícula a les partícules de sílice, també es tornen hidròfobs.

### Automuntatge assistit per aerosol
L'objectiu d'aquest procés és crear de manera ràpida i contínua partícules nanoestructurades derivades d'un precursor col·loide que conté un dissolvent i partícules de sílice. L' autoassemblatge assistit per aerosol és un procés d'un sol pas amb una alta taxa de producció. El procés triga uns quants segons en termes de temps de reacció, i no hi ha cap requisit per escalfar i tractar químicament les partícules després del desenvolupament.
La primera part del procés és crear el precursor col·loide que consta de les nanopartícules de sílice i el dissolvent. Les nanopartícules de sílice inicials es troben en una fase cristal·lina amorfa i el dissolvent es compon de clorur de trimetilsilil (TMCS) i alcohol etílic. Per sintetitzar sílice nanoestructurada hidròfoba mitjançant aquest mètode, el precursor del col·loide que conté el dissolvent i les partícules de sílice és ruijat per un generador d'aerosols. Després, les gotes són transportades per un gas portador a un forn on s'escalfen. A l'entrada al forn, l'alcohol etílic s'evapora del precursor col·loide, permetent que es produeixi l'autoassemblatge entre les partícules de sílice i l'agent de tractament de superfícies, TMCS.
Els resultats d'aquest procés fan que les partícules de sílice s'agrupin per combinar-se en partícules nanoestructurades esfèriques. En agrupar aquestes nanopartícules de sílice en una partícula nanoestructurada, es desenvolupa un cert percentatge de porositat dins de la nanoestructura relacionada amb la quantitat de concentració de TMCS. L'augment de la quantitat de concentració de TMCS redueix la superfície específica de les partícules nanoestructurades de sílice. La hidrofobicitat mostrada és el resultat de la reacció química que es produeix entre les partícules de sílice i el TMCS. Quan els grups SiO ₂ -OH originals es substitueixen per grups Si(CH ₃) hidrolíticament estables, aquesta hidrofobicitat es produeix a causa de la prevenció que les partícules de sílice interaccionin amb l'aigua.

## Aplicacions
La sílice hidrofòbica s'utilitza per resoldre problemes tècnics en una sèrie de productes que inclouen, entre d'altres, pintures, tintes, adhesius, plàstics, recobriments, tòners, antiespumantes, cautxú de silicona, segelladors, cosmètics, additius alimentaris, resines de polièster, gels per cables, i greixos. Sovint es fabrica com a compostos monofàsics i multifàsics per millorar propietats com ara la dispersió, el comportament d'estabilitat, la resistència a l'aigua i la funcionalitat.

### Sílice pirogena agregada tractada
La sílice hidrofòbica es pot utilitzar per tractar altres superfícies perquè esdevinguin hidròfobes, això es deu a la morfologia de les partícules de sílice un cop s'adhereixen al seu hoste. Aleshores, les partícules de sílice alteren la superfície del seu material hoste donant lloc a una superfície hidròfoba.
La sílice pirogena agregada es pot aplicar a grans superfícies per fer-les hidròfobes. Les estructures a micro i nanoescala, semblants a formes de boles i blocs, s'atribueixen a les característiques hidrofòbiques. A causa del canvi en la textura de la superfície original, la rugositat de la superfície fa que augmenti la seva hidrofobicitat. Això es deu al fet que quan l'aigua entra en contacte amb la superfície rugosa, només toca les puntes de la textura rugosa i no penetra més a fons a la resta de l'estructura ocupada per l'aire. L'aigua no es pot estendre per la superfície, donant així propietats hidròfobes.

### Aplicacions addicionals
- Bens de consum
- Control de reologia
- Comportament de suspensió i estabilitat
- Modificació de propietats mecàniques/òptiques